# 奥村奈央
奥村 奈央 （おくむら なお、2000年1月20日 - ）は、三重テレビ放送 (MTV) の女性アナウンサー。NHK長崎放送局の契約キャスターである。

## 来歴
愛知県出身。東洋大学卒業。大学在学中。名古屋のアナウンサーワークショップNAWSに通う。 卒業後NHK長崎放送局の契約キャスターとなりイブニング長崎キャスターとなる。  2023年3月で卒業したのち、2023年4月より三重テレビ放送アナウンサーとなる。 2023年5月12日の中日ニュースでデビュー。。 2023年12月17日三重松阪マラソンフルマラソン女子29歳以下の部に於いて6時間14分21秒で同種目88位で完走した。 

## 趣味・特技
趣味は筋トレ。
特技はランニング

## 担当番組

### NHK長崎時代
- イブニング長崎（キャスター、2022年4月-2023年3月）

### 三重テレビ
- Mieライブ(Ｃodeみえ、2023年12月5日から・不定期）
- 三重テレビニュースウィズ
- 中日ニュース